# لیم یونگ وونگ
لیم یونگ وونگ (کره‌ای: 임영웅؛ زادهٔ ۱۶ ژوئن ۱۹۹۱) خواننده، انترتینر و یوتیوبر اهل کره جنوبی است. او با مول‌گوگی میوزیک در سال ۲۰۱۶ قرارداد امضا کرد و با انتشار نخستین تک‌آهنگ خود به نام «ازت متنفرم» فعالیتش را به عنوان خواننده آغاز کرد. در سال ۲۰۲۱، لیم برای نخستین بار به جایگاه شماره یک جدول دیجیتال گائون با تک‌آهنگ «My Starry Love» رسید. همچنین کانال یوتیوب رسمی او به بیش از یک میلیون دنبال‌کننده و دکمه پخش طلایی یوتیوب دست یافت.